# Mamadou Sylla (football)
Mamadou Sylla Diallo, né le 20 mars 1994 à Kédougou au Sénégal, est un footballeur sénégalais qui évolue au poste d'attaquant au Real Valladolid.

## Biographie
Il inscrit 10 buts en première division belge avec le KAS Eupen lors de la saison 2016-2017.
En juin 2024, il prolonge son contrat avec le Real Valladolid jusqu'en juin 2026.